# Fransyska (kött)

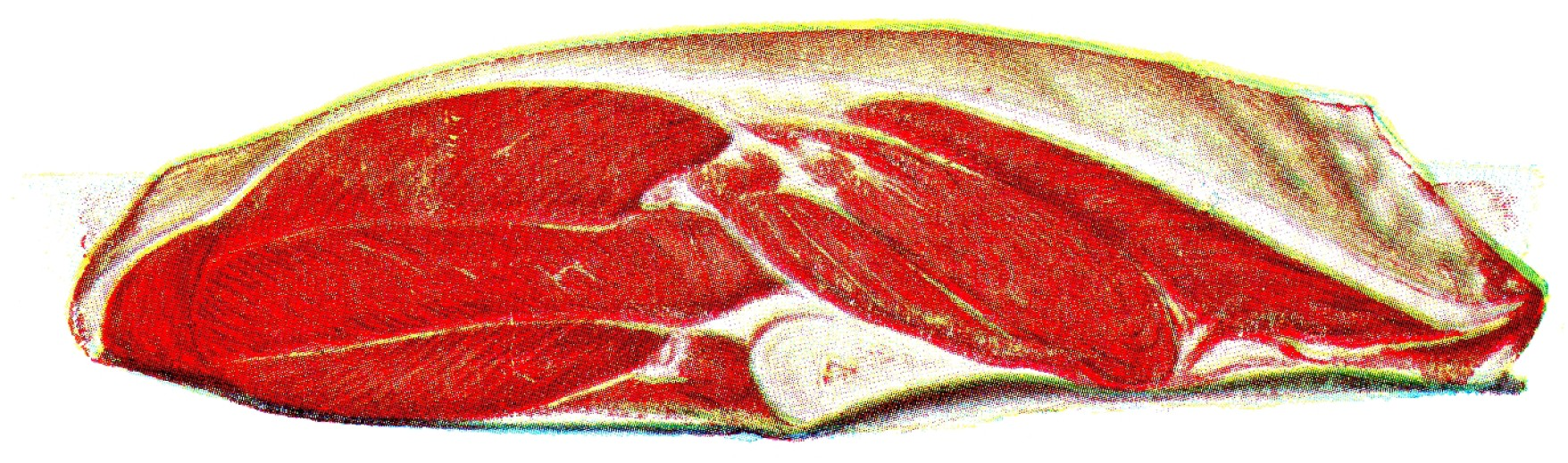
Fransyska, från Iduns kokbok

Fransyska är en styckningsdetalj av nötkött som sitter strax bakom rostbiffen på nötkreaturets bakparti. Styckningsdetaljen består anatomiskt av 3 muskler som kallas för stora fransyskan, lilla fransyskan och platta fransyskan. Fransyska finns även på gris, men säljs sällan under det namnet utan oftast som "skinkstek".
Fransyska är en mager styckningsdetalj. Stora fransyskan är mörast och passar till tunna skivor lövbiff eller Biff Stroganoff. Lilla fransyskan passar bra som stek, till exempel en klassisk rostbiff. Platta fransyskan är en liten detalj med grövre fibrer som passar att göra till exempel rullader av. 
Enligt uppgift ska namnet fransyska komma från en matjournalist som beskrev köttet i en rätt. Uttrycket är första gången belagt år 1814.